# أتسوشي كاتاكيري
أتسوشي كاتاكيري (باليابانية: 片桐 淳至) (1 أغسطس 1983 في غيفو في اليابان – )؛ هو لاعب كرة قدم ياباني سابق كان يلعب كمهاجم.

## وصلات خارجية
- أتسوشي كاتاكيري على موقع رابطة كرة القدم اليابانية للمحترفين (اليابانية)
- أتسوشي كاتاكيري على موقع قاعدة بيانات كرة القدم.إي يو (الإنجليزية)
- أتسوشي كاتاكيري على موقع Soccerway.com (الإنجليزية)
- أتسوشي كاتاكيري على موقع عالم كرة القدم.نت (الإنجليزية)
- أتسوشي كاتاكيري على موقع كووورة